# Wawrzyniec Jan Rudawski
Wawrzyniec Jan Rudawski (ur. 1617, zm. w Ołomuńcu 1674) – polski historyk XVII-wieczny.
Autor dzieła Historiarum Poloniae ab excessu Vladislai iv ad pacem Olivensem vsque libri ix, seu, Annales regnante Ioanne Casimiro Poloniarum (Historja polska od śmierci Władysława IV aż do pokoju oliwskiego, czyli dzieje panowania Jana Kazimierza od 1648 do 1660 r.), omawiającego lata 1648–1660, od śmierci Władysława IV do pokoju oliwskiego. Pomyślane było jako kontynuacja Kroniki Pawła Piaseckiego.